# 姫野洋司
姫野 洋司（ひめの ようじ、1941年〈昭和16年〉12月8日 - 2020年〈令和2年〉8月18日）は日本の船舶工学者・教育者。大阪府立大学名誉教授で、副学長も務めた。

## 略歴・人物
1960年（昭和35年）大阪府立泉尾高等学校卒業。1964年、大阪大学工学部造船学科卒業。
1969年から大阪府立大学工学部の助手、1971年に講師。1975年に助教授、1985年から教授。大阪府立大学総合情報センター所長などを経て副学長。2005年（平成17年）3月に退官した。
そのほか関西船舶流力研究会の会長（第17代）などを務めた。
2020年〈令和2年〉8月18日に死去。